# Alain Gallopin
Alain Gallopin (Mondonville-Saint-Jean, 23 de maig de 1957) és un exciclista i actual director esportiu francès.
Com a ciclista només fou professional durant una temporada aconseguint com a major èxit la París-Mantes.
Des del 1994 ha dirigit diferents equips ciclistes i actualment ho fa a l'equip estatunidenc Trek-Segafredo.
Els seus germans Joël i Guy també han estat ciclistes professionals. Alhora que també ha dirigit el seu nebot Tony.

## Palmarès
- 1981
  - 1r a la París-Mantes